# Vodianoï

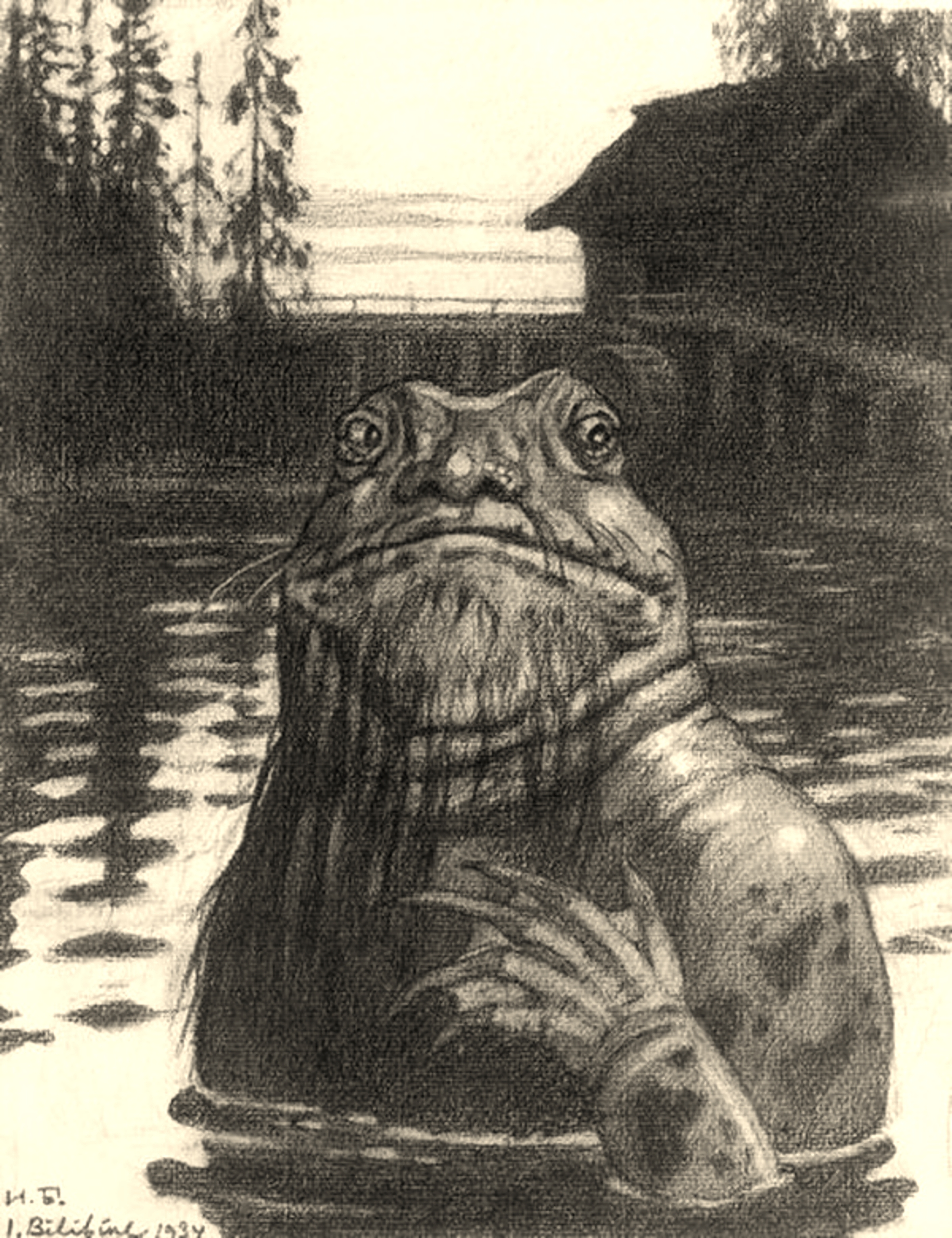
Représentation d’un vodianoï. Водяной par Ivan Bilibine, 1934.

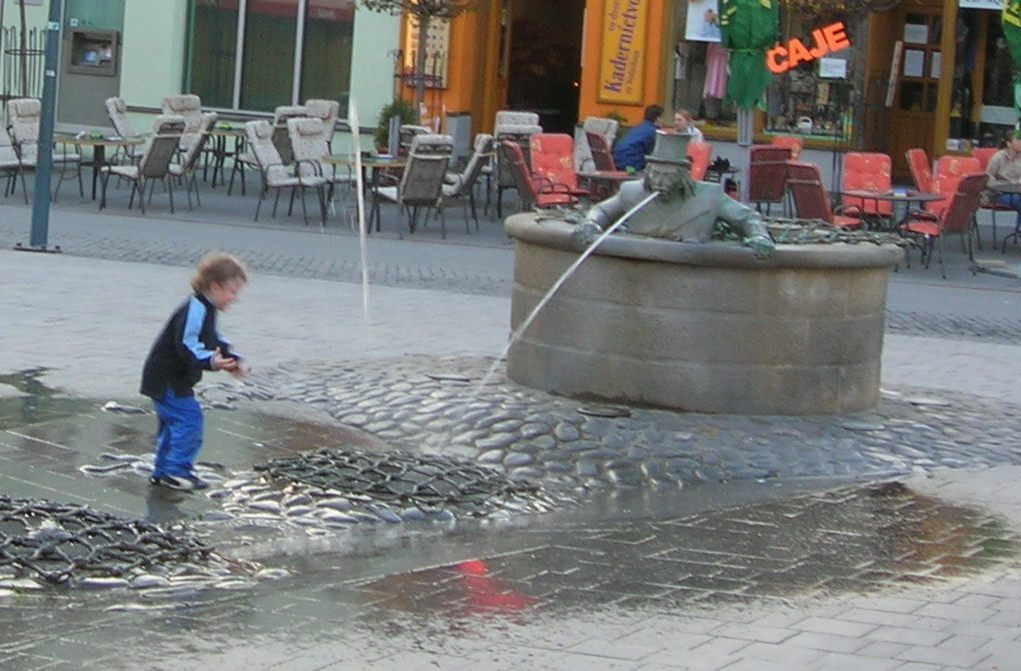
Fontaine du vodnik de Trenčín, il sort du puits pour attraper les passants.

Un vodianoï, wodianoï, vodovik dedouchka (en russe : водяной / vodyanoy ; en ukrainien : водяник / vodyanyk ; en polonais : wodnik ; vodník en slovaque et tchèque, pluriel vodníci), povodnj, povodni mož (en slovène), vodnik (водник en bulgare) ou wodby muž ou wodnykus (en sorabe) est un personnage de la mythologie slave qui vit dans l’eau. Tous ces mots, ou presque, signifieraient « ondin, triton ».
En Russie, c’est un esprit malveillant dont la principale fonction est de noyer les gens et les animaux. Il est proche du Błotnik (ou bolotny), qui est un esprit des marais.

## Étymologie
Le mot est formé d’après le radical voda/woda (« eau ») et signifie littéralement « aqueux ». La roussalka est l’équivalent féminin du vodnik.

## Caractéristiques
Au singulier, il représente le génie des eaux ou de la rivière dans laquelle on pêche et auquel il est de bon ton de donner un peu de tabac pour sa pipe en lançant : « Voici pour toi, Seigneur Vodník, maintenant donne-moi un poisson ! »
Au pluriel, ils représentent les elfes aquatiques, ou les ondins, qui ont la vilaine habitude de se saisir des imprudents qui s’approchent de la berge (à l’exception des pêcheurs qui savent qu’il faut faire une offrande de tabac et des meuniers qui tirent leur subsistance du moulin à eau) en les tirant vers le fond, puis de capturer et stocker leurs âmes dans des petits bocaux. Ils ressemblent aux humains mais avec une peau verdâtre et ils ont des nageoires aux pieds. Ils parlent le langage des animaux aquatiques et celui des humains. Certains sont supposés avoir plusieurs centaines d’années. Ils aiment fumer la pipe en méditant, assis au bord de l’eau ou sur des branches proches.
Certains contes rapportent qu’on peut les trouver dans les pubs[Où ?] et les reconnaître à la flaque d’eau à leurs pieds issue de leurs vêtements mouillés.

### Liens externes

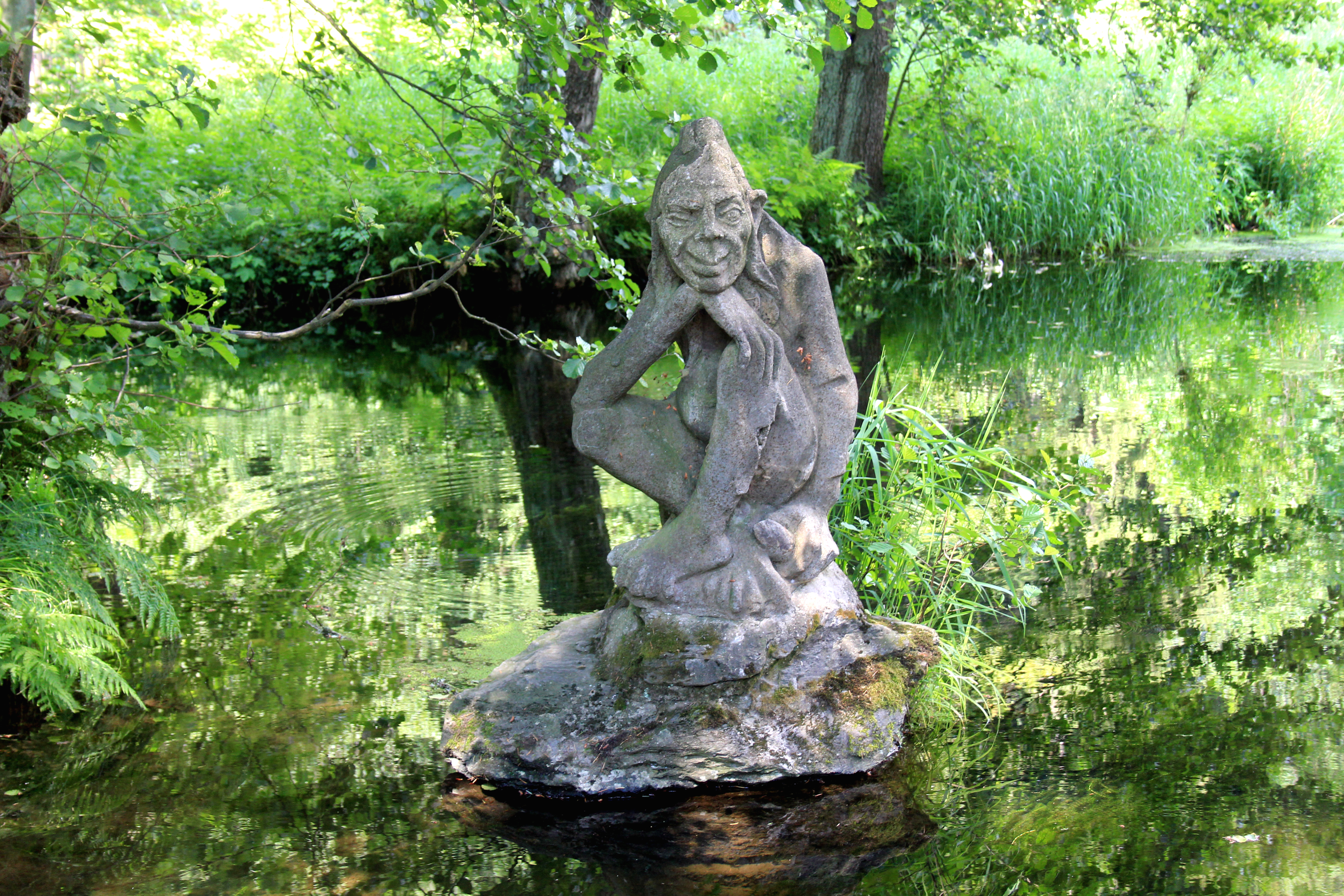
Vodník tchèque à Peklo près de Nové Město nad Metují